# LexCorp
 (décembre 2013).
Si vous disposez d'ouvrages ou d'articles de référence ou si vous connaissez des sites web de qualité traitant du thème abordé ici, merci de compléter l'article en donnant les références utiles à sa vérifiabilité et en les liant à la section « Notes et références ».
LexCorp est un conglomérat fictif fondé par Lex Luthor dans la série de comics Superman créé par Joe Shuster et Jerry Siegel en 1938.
Établi à Metropolis, il compte plus de 7 millions d'employés.

## Loïs et Clark
LexCorp est un conglomérat fictif appartenant à Lex Luthor dans la série télévisée Loïs et Clark. Présentée comme l’une des entreprises les plus puissantes et influentes de Metropolis, LexCorp est active dans de nombreux secteurs, notamment la finance, l’industrie pharmaceutique, les technologies de pointe, l’immobilier, les médias et même la recherche scientifique secrète.
Sous la direction de Lex Luthor, la société sert souvent de façade à ses activités criminelles. Elle lui permet de dissimuler ses ambitions de domination et ses expériences illégales, tout en maintenant une image publique de philanthrope et de magnat respectable.
LexCorp possède également des infrastructures majeures à Metropolis, dont des laboratoires, des hôpitaux privés, des tours résidentielles et des réseaux de communication. L’entreprise est un symbole de la richesse et du pouvoir de Lex, mais aussi de sa duplicité.
Après la mort apparente de Lex à la fin de la saison 1, l’influence de LexCorp diminue, et l’entreprise disparaît progressivement de l’intrigue principale.

## Smallville
Dans la série télévisée Smallville, LuthorCorp est un conglomérat fictif coté au NASDAQ, spécialisé dans les produits chimiques. Il a été fondé par Lionel Luthor.
Basée à Metropolis, l’entreprise emploie environ 242 700 personnes. En 2002, sa capitalisation boursière est estimée à 8,741 milliards de dollars américains.

### Histoire fictive
Fondée en 1974 par Lionel Luthor, LuthorCorp est née grâce à l’argent de l’assurance-vie de ses parents, décédés dans des circonstances mystérieuses alors qu’il n’avait que 14 ans. Rapidement, la société devient un acteur mondial dans le domaine des produits chimiques et des services agricoles, avant de se diversifier dans de nombreux secteurs de l’économie mondiale.
Dotée de bureaux en Amérique du Nord et à l’international, LuthorCorp vise à améliorer la vie quotidienne à travers ses innovations et services.
En 2004, Lex Luthor prend les rênes de l’entreprise, alors que son père est incarcéré. Il renforce le pôle biotechnologique, en particulier via des partenariats stratégiques avec l’armée. La même année, Lionel tente une OPA sur sa propre société à travers Apec, sans succès. Il obtient cependant un siège au conseil d’administration, qu’il conservera jusqu’à sa mort en 2008.
En décembre 2007, LuthorCorp rachète le Daily Planet. En mai 2008, Lex disparaît en Arctique, et Tess Mercer est nommée PDG intérimaire selon les instructions qu’il a laissées.
En février 2009, Tess annonce la mort présumée de Lex. Le conseil d’administration tente alors de l’évincer, mais Oliver Queen intervient et révèle avoir acquis la majorité des parts via Queen Industries, avec l’aide de Tess. Toutefois, un attentat à la bombe orchestré par Toyman, sur ordre de Lex, tue tous les membres du conseil présents, à l’exception d’Oliver.
Le 16 mars 2009, Tess crée le Mercer Media Group à Los Angeles. LuthorCorp est alors scindée en deux entités : les activités militaires et technologiques reviennent à Queen Industries, tandis que les divisions médiatiques sont dirigées par Tess depuis le Daily Planet, devenu le nouveau siège du groupe Mercer.
Le 30 octobre 2009, Tess signe un partenariat avec Zod pour construire les Tours Solaires RAO, avec une mise de fonds de 1 million de dollars par LuthorCorp.
Le 9 avril 2010, Tess est renvoyée de Queen Industries par Oliver Queen. Traquée par Checkmate, elle cède temporairement la direction du Mercer Media Group à Franklin Stern, avant de retrouver son poste en septembre 2010.
Le 13 mai 2011, l’entreprise est officiellement rebaptisée LexCorp par Lex Luthor, réapparu. À l’origine, LexCorp était une société indépendante créée par Lex après le rachat de l’usine d’engrais de Smallville. Face à cette initiative, Lionel avait alors racheté LexCorp en faisant pression sur les actionnaires, intégrant l’entreprise comme filiale de LuthorCorp.
Dans la saison 10, à la suite du retour de Lex, une explosion causée par Apokolips frappe le LuthorCorp Plaza, altérant les lettres du bâtiment pour former “LXCorp”, nouvelle désignation visuelle de LexCorp.

### Conseil d'administration
- Lex Luthor : Vice-président (2003–2004), PDG (2004–2008, puis à partir de 2011 via son clone). Rebaptise l’entreprise LexCorp. Assassine Tess Mercer le 13 mai 2011.
- Oliver Queen : Actionnaire majoritaire (2009–2011), PDG de Queen Industries. Destitué fin 2010 par Lionel Luthor (version alternative).
- Tess Mercer : Vice-présidente (2006–2008), PDG (2008–2010), récupère brièvement le contrôle en 2011 avant d’être tuée par Lex.
- Lionel Luthor : Fondateur et PDG (1974–2004), consultant (2004–2008). Meurt en 2008, assassiné par son fils. Son double venu d’un univers parallèle reprend brièvement le contrôle avant d’être tué par Tess.
- Regan Matthews : Vice-président exécutif (2004–2008), assassiné par Tess en 2009.
- Dr. Hubert Grossman : Directeur de la division biotechnologie, tué dans l’explosion du LuthorCorp Plaza (5 février 2009).
- Carl Jenkins : Directeur de la division agricole, mort dans la même explosion.
- Jameson Johnson : Consultant ONU, également victime de l’attentat de 2009.

## Supergirl
L-Corp est une entreprise fictive de haute technologie dans l’univers de la série Supergirl, issue de l’Arrowverse. Elle est l’héritière de LuthorCorp, ancien conglomérat fondé par Lionel Luthor et dirigé par son fils Lex Luthor avant d’être reprise puis rebaptisée L-Corp par Lena Luthor dans un effort de dissociation avec l’héritage criminel de sa famille.
Basée à National City, L-Corp est spécialisée dans les technologies médicales, l’intelligence artificielle, l’énergie propre et la recherche scientifique avancée. L’entreprise s’engage publiquement dans des causes éthiques et sociétales sous la direction de Lena, bien que ses ressources aient été détournées à plusieurs reprises par Lex à des fins personnelles ou politiques.
Dans la réalité post-Crisis on Infinite Earths, Lex Luthor devient brièvement une figure publique respectée et récupère une influence considérable sur L-Corp. Cette période prend fin lorsque Lena Luthor s’affranchit définitivement de son frère et reprend seule les rênes de l’entreprise.

### Dirigeants notables
- Lex Luthor : Dirigeant de LuthorCorp avant sa chute. Reprend indirectement le contrôle de L-Corp dans la réalité post-Crisis on Infinite Earths (saison 5), en manipulant l’opinion et les institutions. Éliminé définitivement dans la saison 6.
- Lena Luthor :  PDG de L-Corp de sa création (saison 2) jusqu’à la fin de la série. Elle réforme l’entreprise et tente d’en faire un acteur du bien commun, tout en affrontant les manipulations de Lex. Elle demeure la figure centrale de l’entreprise dans tout l’Arrowverse.